# دين هووبر
دين هووبر (بالإنجليزية: Dean Hooper)‏ هو لاعب كرة قدم بريطاني، ولد في 13 أبريل 1971 في Harefield ‏ في المملكة المتحدة. لعب مع ستيفيناغ بوروه وسويندون تاون وكامبريدج يونايتد ونادي ألدرشوت تاون ونادي برينتفورد ونادي بيتربورو يونايتد ونادي ليويس ونادي هايز.

## وصلات خارجية
- دين هووبر على موقع قاعدة بيانات كرة القدم.إي يو (الإنجليزية)
- دين هووبر على موقع Soccerbase.com (لاعب) (الإنجليزية)